# Obscura
Pour les articles homonymes, voir Obscura (homonymie).
Obscura est un groupe de death metal technique allemand, originaire de Munich. Le nom du groupe fait référence à l'album homonyme de Gorguts,,.

## Biographie

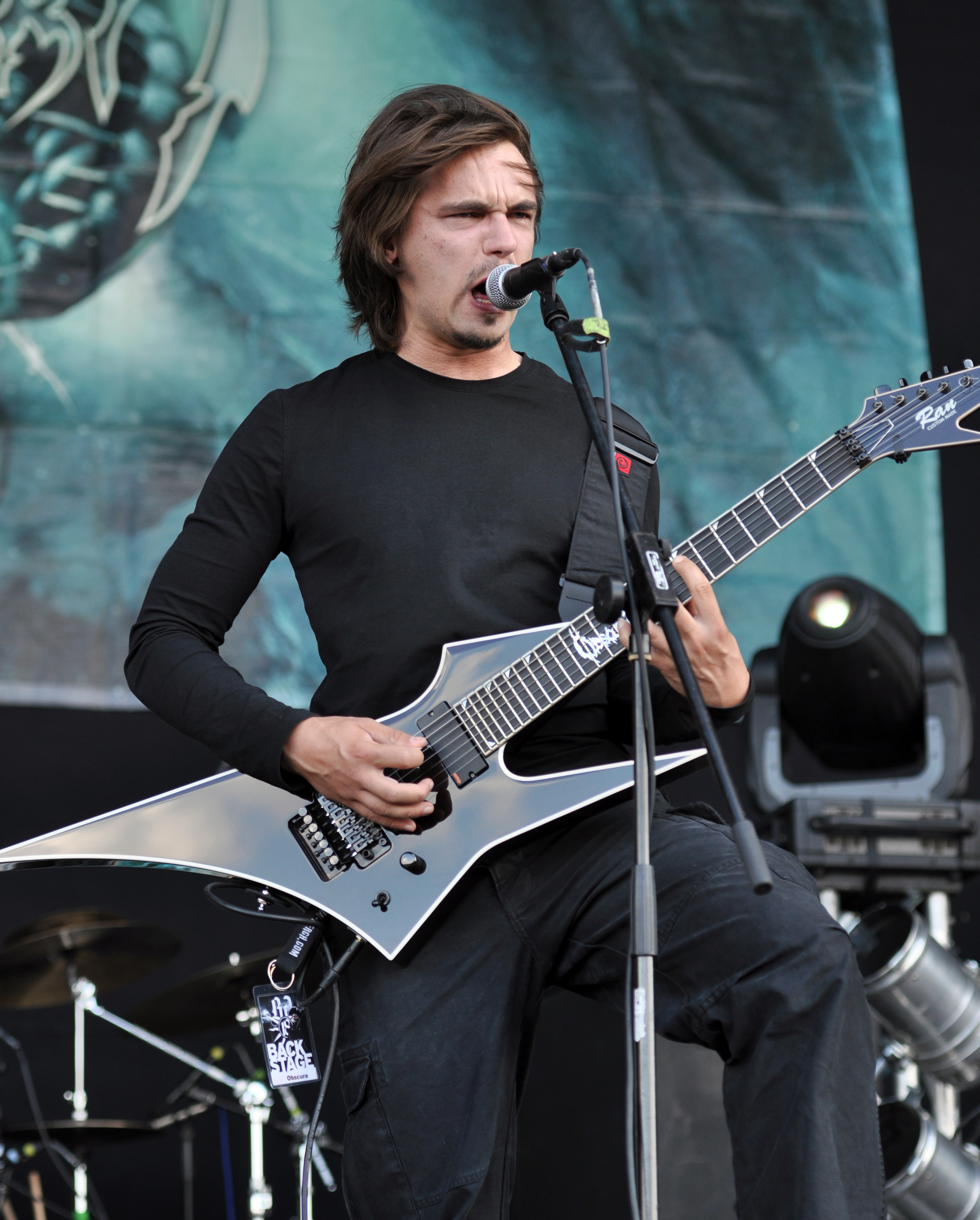
Steffen Kummerer au Party.San en 2013.

Le groupe est formé en 2002 par le guitariste allemand Steffen Kummerer. La toute première formation du groupe effectue quelques concerts, mini-tournées et joue dans des festivals sous la direction de V.Santura (Dark Fortress) avant d'enregistrer une première démo,. Pendant les préparatifs du premier album Retribution, la majorité des membres quittent le groupe. Leur premier album, Retribution, est finalement enregistré avec Alex Krull (Atrocity) en 2004, mais en raison de problèmes d'horaires et financiers, l'album n'est officiellement publié qu'en 2006,. Sur l'album, V. Santura participe à certaines parties vocales. L'album comprend une reprise de Lack of Comprehension du groupe Death, qui, selon les membres, reprend fidèlement la chanson.
Après un autre changement de formation, leur première tournée européenne s'effectue avec Markus Lempsch comme second guitariste, et Jonas Fischer à la basse en 2006 en soutien à Suffocation. Dans la même année également, ils jouent dans plusieurs festivals majeurs tels que Up from the Ground, Mountains of Death et Brutal Assault. Markus Lempsch quitte le groupe au début de 2007, et est remplacé par Johannes Rennig (Profanity) ; en été 2007, le membre fondateur Jonas Baumgartl quitte également le groupe. En 2007 toujours, le bassiste Jeroen Paul Thesseling (ex-Pestilence) et le batteur Hannes Grossmann (ex-Necrophagist) rejoignent le groupe, suivis l'année d'après par le guitariste Christian Muenzner, également ancien membre de Necrophagist,.
Après l'enregistrement en préproduction de trois morceaux de leur nouvel album Cosmogenesis, Obscura signe avec le label Relapse Records en 2008, et sort l'an suivant Cosmogenesis,. C'est avec Cosmogenesis que la carrière de Obscura va vraiment décoller, à la suite des très bons retours de la presse et du public. Il fait participer Ron Jarzombek (Watchtower, Spastic Ink) et Tymon Kruidenier (Cynic). Il est également publié en format vinyle. V.Santura participe à nouveau à la production, et contribue à quatre morceaux vocaux,,. L'écriture de l'album commence à peine après la sortie de Retribution, et un grand nombre des chansons étaient déjà écrites entre 2004 et 2007. Dans l'ensemble, les enregistrements durent environ trois mois en studio. Il s'ensuit un nombre important de concerts, notamment une tournée européenne avec Cannibal Corpse en avril 2009, ainsi qu'une tournée au Japon avec Nile et Triptykon.
En juin 2010, le groupe commence à enregistrer la suite de l'album Cosmogenesis. Le successeur de Cosmogenesis, intitulé Omnivium, est annoncé pour le 1er avril 2011 en Allemagne, et dans le Benelux, et aux États-Unis le 29 mars 2011. Peu de temps après, le groupe annonce le départ du bassiste Jeroen Paul Thesseling, remplacé quelques mois après, en septembre 2011 par Linus Klausenitzer, qui avait déjà effectué quelques concerts avec Obscura. Le 11 juillet 2014, Hannes Grossmann et Christian Muenzner annoncent qu'ils quittent le groupe via la page Facebook d'Obscura. Ils sont remplacés par le guitariste Tom Geldschläger (Fountainhead) et le batteur Sebastian Lanser.
En 2016, le groupe sort un nouvel album, Akroasis. Alors que tous les membres du groupe avaient participé à la composition, Fountainhead se fait expulser selon d'obscures raisons, en pleine finalisation de production de l'album. Il sera remplacé par Rafael Trujillo pour la suite.
En  2018 sort un nouvel album, Diluvium. En 2020 Linus Klausenitzer, Sebastian Lanser et Rafael Trujillo quittent Obscura pour divergence musicale, pour fonder un groupe nommé Obsidious. Pour leur sixième album, Obscura signe chez Nuclear Blast, rompant le lien avec leur ancien label Relapse Records, chez qui tous leurs précédents albums depuis leur succès sont sortis.

## Membres

### Membres actuels
- Steffen Kummerer - guitare, chant (depuis 2002)
- Jeroen Paul Thesseling - basse (2007–2011, depuis 2020)
- Christian Muenzner - guitare (2008–2014, 2020-2024)
- David Diepold - batterie (depuis 2020)

### Anciens membres
- Christian Muenzner - guitare (2008–2014, 2020-2024)

- Hannes Grossmann - batterie (2007–2014)
- Sebastian Lanser - batterie (2014-2020)
- Martin Ketzer - basse, chant (2002–2004)
- Ernst « Azmo » Wurdak - basse (2004)
- Andreas « Hank » Nusko - basse (2004–2005)
- Gerd Pleschgatternig - basse (2005)
- Jonas Fischer - basse (2005–2007)
- Linus Klausenitzer - basse (2011-2020)
- Armin Seitz - guitare (2002–2004)
- Stephan Bergbauer - guitare (2004)
- Jürgen Zintz - guitare (2004–2005)
- Markus Lempsch - guitare, chant (2005–2007)
- Johannes Rennig - guitare (2007)
- Tom Geldschläger - guitare (2014-2015)
- Rafael Trujillo - guitare (2015-2020)
- Seraph - batterie (live) (2007)
- Jacob Schmidt - basse (live) (2009, 2010, 2011)
- Steve DiGiorgio - basse (live) (2010)

## Discographie

### Albums studio
- 2004 : Retribution
- 2009 : Cosmogenesis
- 2011 : Omnivium
- 2016 : Akroasis
- 2018 : Diluvium
- 2021 : A Valediction
- 2025 : A Sonication

### Autres
- 2003 :Illegimitation (démo)
- 2008 : Promo (démo)
- 2012 : Illegimitation (compilation)